# Joseph Yacoub
Joseph Yacoub (Al-Hasaka, 2 luglio 1944) è uno storico, politologo e docente siriano naturalizzato francese.
È professore emerito di scienze politiche all'Università Cattolica di Lione, autore di pubblicazioni di storia contemporanea in lingua francese, in particolare relative alla questione assiro-caldea e al riconoscimento internazionale del  genocidio del suo popolo.
Nei primi anni 2000, Joseph Yacoub era uno degli intellettuali assiro-caldei più noti in Francia, insieme a Ephrem-Isa Yousif.

## Biografia
Durante la prima guerra mondiale, la famiglia fu costretta a lasciare il distretto di Salmas-Urmia (in Azerbaijan) per trovare rifugio nella regione georgiana del Caucaso. Da Tbilisi la famiglia si trasferì nuovamente in Siria alla fine del Mandato francese.
Yacoub crebbe nella comunità assira di Al-Hasakah, apprendendo in primo luogo la lingua araba dalla contesto locale e quella aramaico-siriaca dalla figura materna. Dopo aver frequentato le scuole francesi in Libano, completò due dottorati in storia contemporanea alla Lumière University Lyon 2, nel Paese d'Oltralpe. L'iultim odi essi verteva sulla questione assiro-caldea a cavallo fra le due guerre mondiali (dal 1908 al 1938).
Dal luglio 1975 all'ottobre 2011, insegnò scienze politiche e relazioni internazionali all'Università Cattolica di Lione, principalmente presso l'Istituto dei Diritti Umani, del quale era stato uno dei membri fondatori. Dal 2007 al 2011 diresse la rivista accademica d'ateneo Etudes interculturelles, oltre ad essere il titolare della cattedra Memory, Cultures and Interculturality”, istituita in collaborazione con l'UNESCO.
All'inizio del 1984, pubblicò i suoi primi articoli sul genocidio assiro, rispetto al quale fu attivamente coinvolto durante le celebrazioni del centenario in Francia, Europa ed Asia. Ha preso parte a numerosi eventi e conferenze internazionali in tutto il mondo per far conoscere gli assiri, promuovere la comprensione tra i popoli, il dialogo tra culture e religioni su scala internazionale.
Le sue pubblicazioni, tradotte in varie lingue, vertono sulle questioni storiche e contemporanee delle minoranze etniche, religiose, culturali e linguistiche, delle popolazioni indigene, dei diritti umani e dei cristiani del Medio Oriente.  I suoi libri vengono periodicamente rivisti e sottoposti ad analisi. Cattolico di rito caldeo, è stato insignito da Mar Dinkha IV con la croce della Chiesa assira d'Oriente.